# Печера Пілета
36°41′28″ пн. ш. 05°16′12″ сх. д. / 36.69111° пн. ш. 5.27000° сх. д.

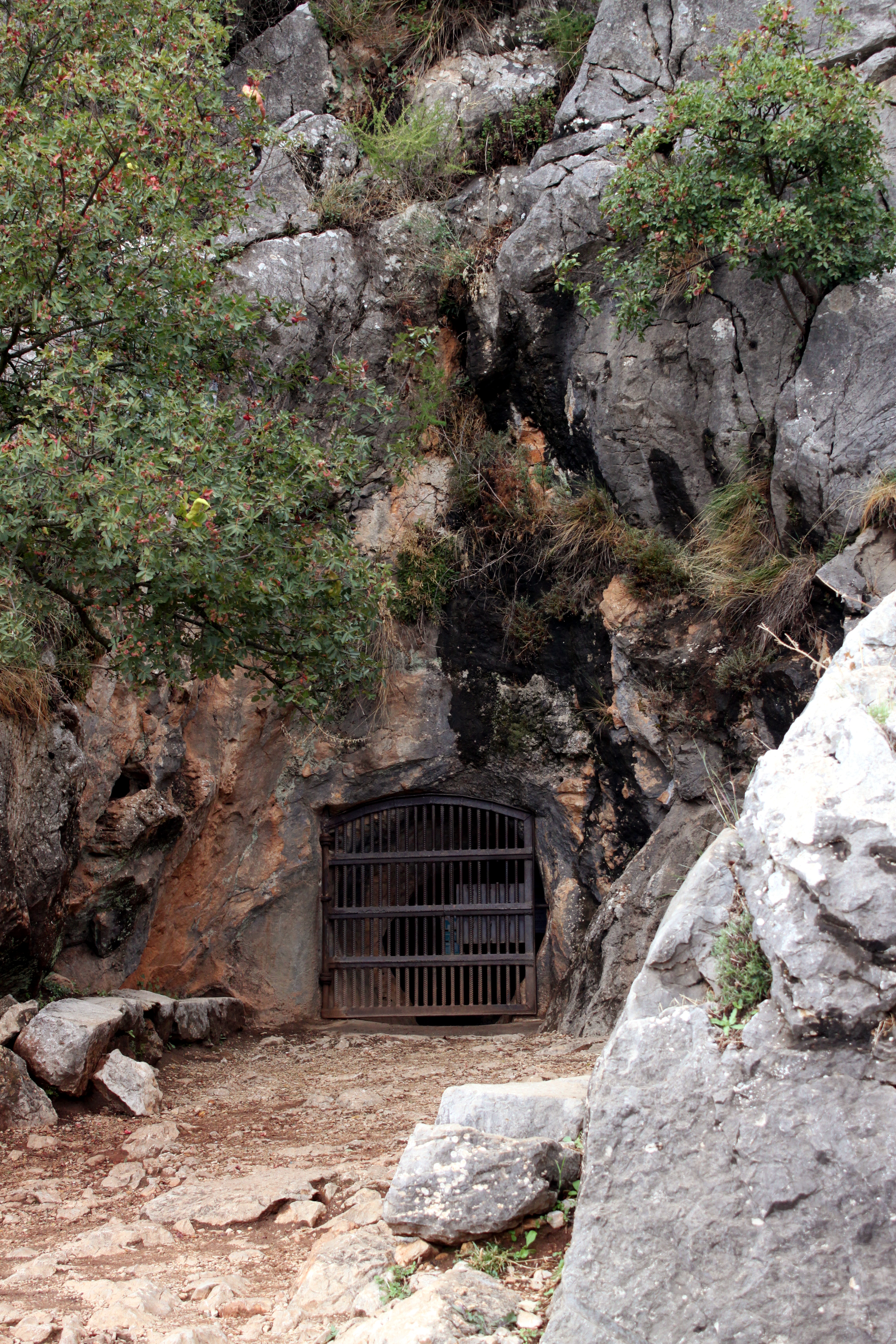
Вхід до Печери Пілета

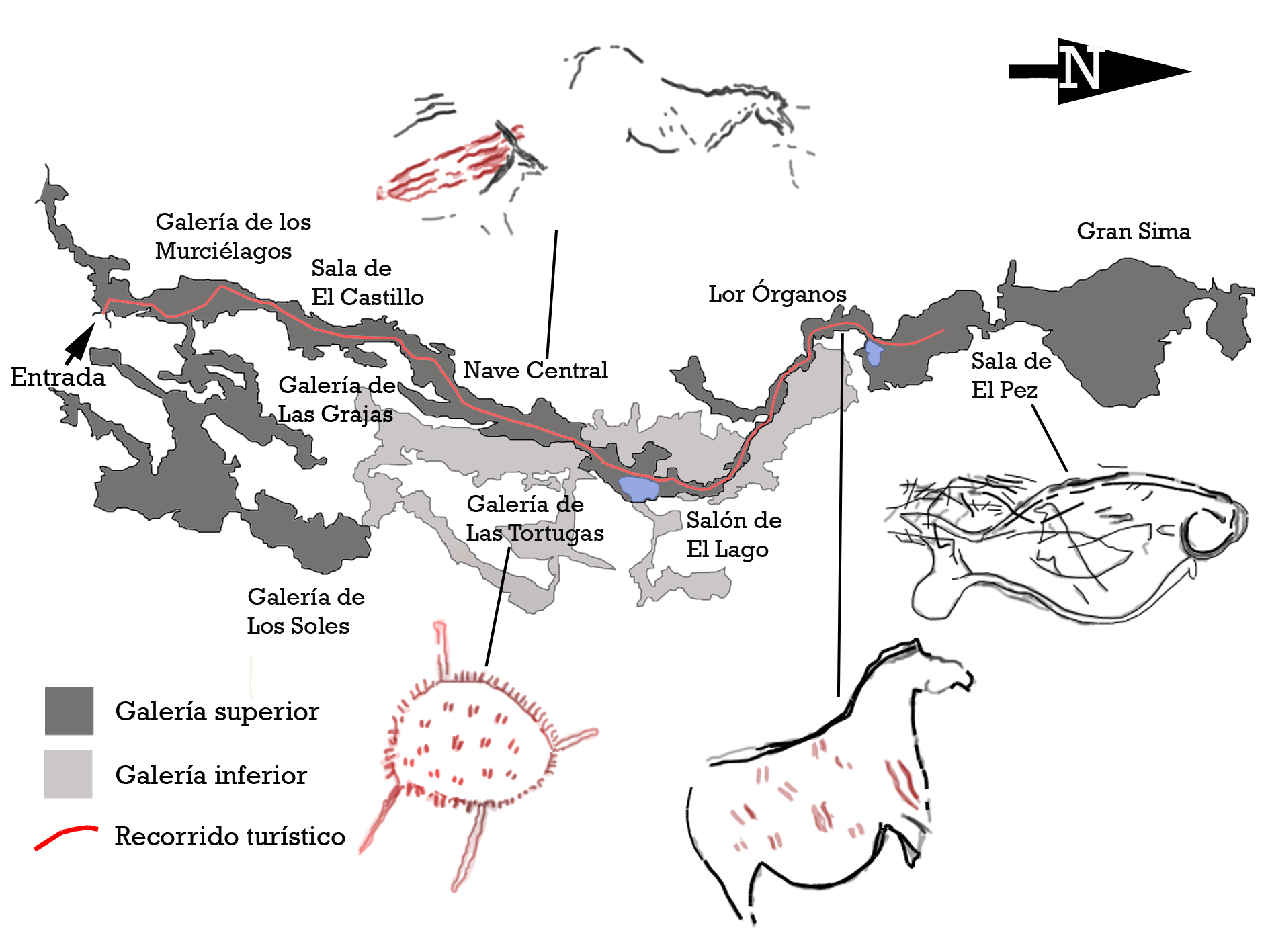
План Печери Пілета з позначками відповідних малюнків

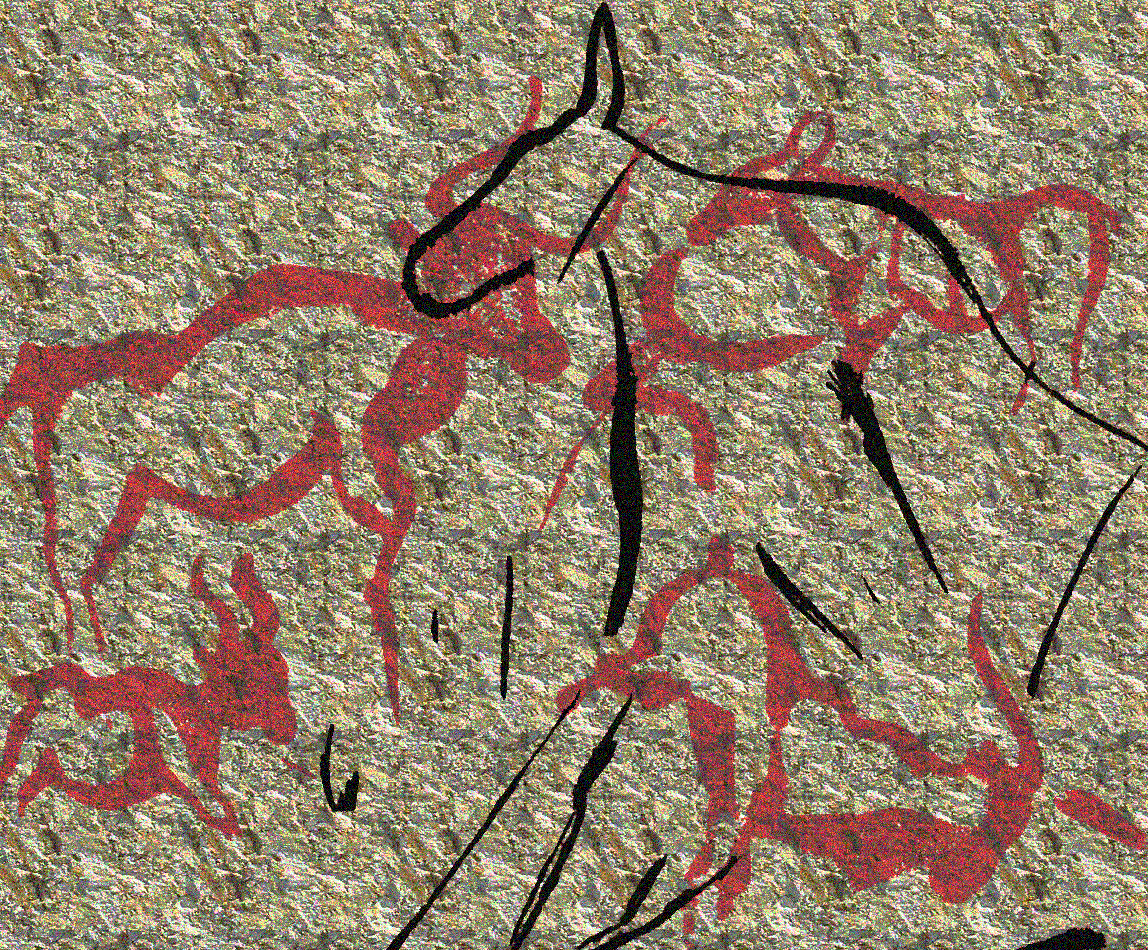
Малюнки в печері Пілета

Печера Пілета (ісп. Cueva de la Pileta) знаходиться в муніципалітеті Бенаохан, провінція Малага, Іспанія.
У печері Пілета, названій за однойменним пагорбом, де вона знаходиться, представлені численні настінні малюнки у франко-кантабрійському стилі, що зображують оленів, коней, риб, кіз, биків, тюленя, бізона, абстрактні символи і фігури з незрозумілим смислом.
Частина малюнків датується епохою палеоліту, частина — неоліту. Малюнки в печері виявив у 1905 році Хосе Бульйон Лобато, пізніше її досліджували археологи Вернер Уіллоубі, Анрі Брейль і Гуго Обермайєр.
Разом з петрогліфами в печері також виявлено чорні схематичні фігури епохи енеоліту і залишки неолітичних виробів (кераміка — розписна і з насічками). Печера є туристичною пам'яткою.

## Ресурси Інтернету
- Вікісховище має мультимедійні дані за темою: Печера Пілета
- Benaoján. Cuna del arte rupestre andaluz
- web no oficial [Архівовано 21 вересня 2021 у Wayback Machine.]